# Voisenon
Voisenon là một xã ở tỉnh Seine-et-Marne, thuộc vùng Île-de-France ở miền bắc nước Pháp.

## Dân số
Người dân ở Voisenon được gọi là Voisenonnais.
Điều tra dân số năm 2002, xã này có dân số là 1.200.